# Departementen van Congo-Brazzaville
Congo-Brazzaville is verdeeld in twaalf  departementen. In 2002 vervingen deze de tien regio's  (régions, enkelvoud région) en het hoofdstedelijk district voor de hoofdstad Brazzaville. De departementen zijn verder ingedeeld in 46 districten en gemeenten. Het departement Pointe-Noire ontbreekt op deze lijst en is afgesplits van Kouilou.
| Regio         | Hoofdstad    | Opp. (km²) | Inw. (2006) |
| ------------- | ------------ | ---------- | ----------- |
| Bouenza       | Madingou     | 12.266     | 292.785     |
| Brazzaville   | Brazzaville  | 100        | 1.217.154   |
| Cuvette       | Owando       | 46.060     | 138.846     |
| Cuvette-Ouest | Ewo          | 28.790     | 56.519      |
| Kouilou       | Pointe-Noire | 13.694     | 774.723     |
| Lékoumou      | Sibiti       | 20.950     | 82.439      |
| Likouala      | Impfondo     | 66.044     | 86.893      |
| Niari         | Loubomo      | 25.940     | 306.215     |
| Plateaux      | Djambala     | 38.400     | 175.012     |
| Pool          | Kinkala      | 33.955     | 376.425     |
| Sangha        | Ouésso       | 55.800     | 72.937      |